# Numerus Germanicianorum
Der Numerus Germanicianorum [Exploratorum] (deutsch Numerus aus der Provinz Germania [der Kundschafter]) war eine römische Auxiliareinheit. Sie ist durch Inschriften und Ziegelstempel belegt.

## Namensbestandteile
- Germanicianorum: aus der Provinz Germania. Die Soldaten des Numerus wurden bei Aufstellung der Einheit aus Truppenteilen abgeordnet, die in der Provinz Germania stationiert waren.

- Exploratorum: der Kundschafter oder Späher. Der Zusatz findet sich auf Ziegeln mit dem Stempel N G E (AE 1972, 487) als Abkürzung für Numerus Germanicianorum Exploratorum.

## Geschichte

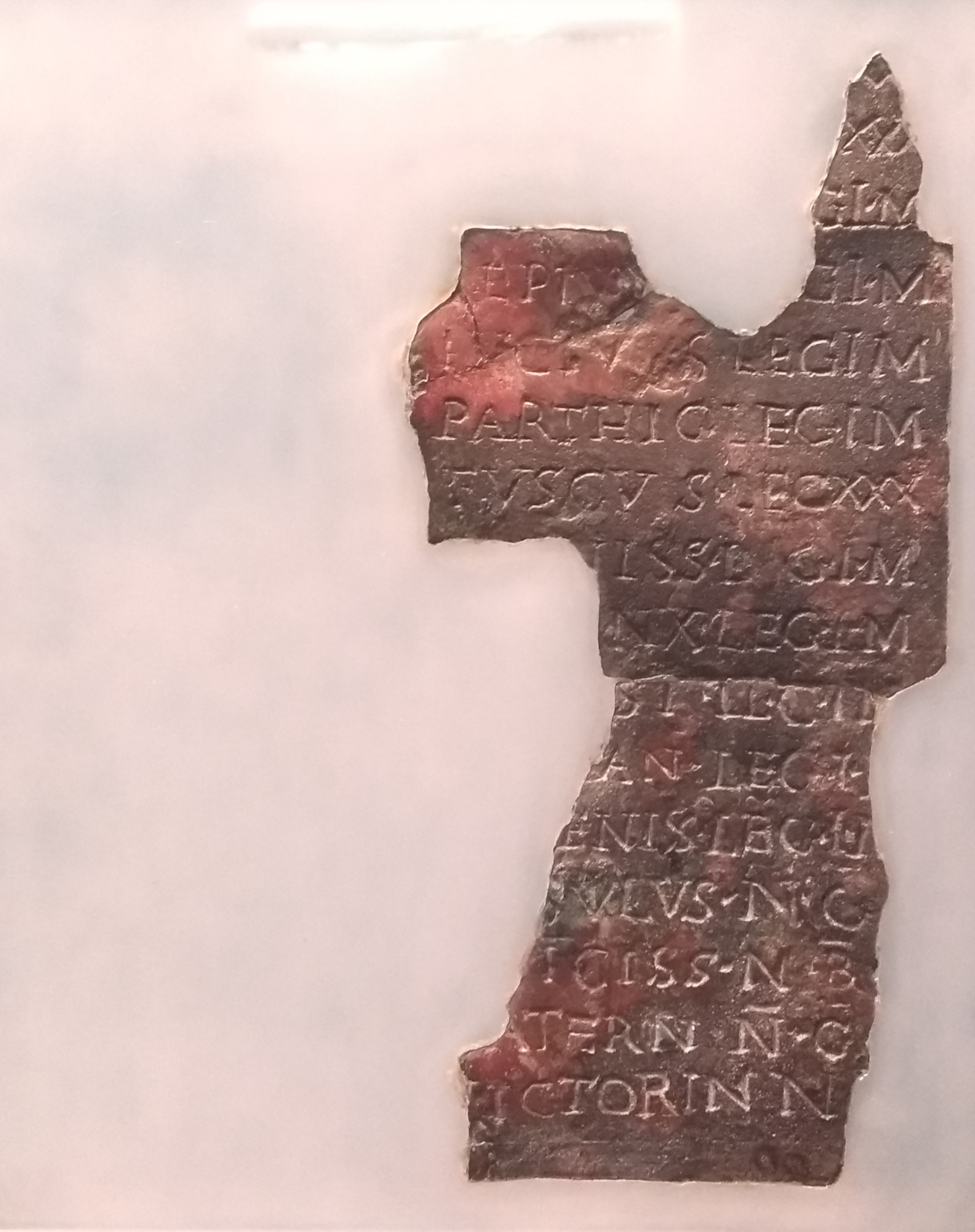
Fragment der bronzenen Soldatenliste aus Köln oder Bonn, die Angabe „N(umerus) G(ermanicianorum)“ findet sich in der viertletzten und der vorletzten Zeile

Die Einheit entstand vermutlich aus einer vexillatio Germanicianorum. Diese Vexillation wurde aus Soldaten zusammengestellt, die in der Provinz Germania stationiert waren und die an den Dakerkriegen Trajans (98–117) teilnehmen sollten. Nach den Dakerkriegen verblieb die Einheit in der neuen Provinz Dacia.
Der Numerus ist in Dakien erstmals durch die Inschrift (AE 1910, 152) nachgewiesen, die in die Mitte des 2. Jahrhunderts n. Chr. datiert wird. Eine weitere Inschrift (CIL 3, 12574) belegt den Numerus um 173/175 in derselben Provinz. Die Einheit wurde vermutlich unter Septimius Severus (193–211) nach Germania superior verlegt, wo sie als Numerus Exploratorum Germanicianorum Divitiensium im Kastell Niederbieber nachgewiesen ist.
Wohl aus dem 3. Jahrhundert stammen zwei beidseitig beschriftete Bronzetafeln, die vermutlich in Köln oder Bonn gefunden wurden und auf ihren vier Seiten fast den identischen Text tragen. Es handelt sich um Namen verschiedener Soldaten, die anscheinend als Stifter einer Weihgabe auftraten. Darunter befinden sich auch zwei oder drei Soldaten des Numerus Germanicianorum, nämlich ein Claudius Ursulus, ein Censorinius Maternus und möglicherweise ein Marinius [---] (bei dem aber die Truppenangabe auf keiner der vier Seiten erhalten ist).

## Standorte
Standorte des Numerus in Dacia waren möglicherweise:
- Orăștioara de Sus: Die Inschriften (AE 1972, 486, CIL 3, 12574) sowie Ziegel mit dem Stempel N G E (AE 1972, 487) wurden hier gefunden.

## Angehörige des Numerus
Folgende Angehörige des Numerus sind bekannt:

### Kommandeure
- M(arcus) Verius Superstes, ein Centurio der Legio V Macedonica und Praepositus des Numerus (CIL 3, 12574)

### Sonstige
- Iulius Secundus (AE 1972, 486)
- Zeno (AE 1910, 152)
- Ostiarius Stellatinianus (CIL XIII, 6405)[3]
- Claudius Ursulus (CIL XIII, 8053)
- Censorinius Maternus (CIL XIII, 8053)
- (unsicher:) Marinius [---] (CIL XIII, 8053; siehe oben unter „Geschichte“)